# Merlucciidae

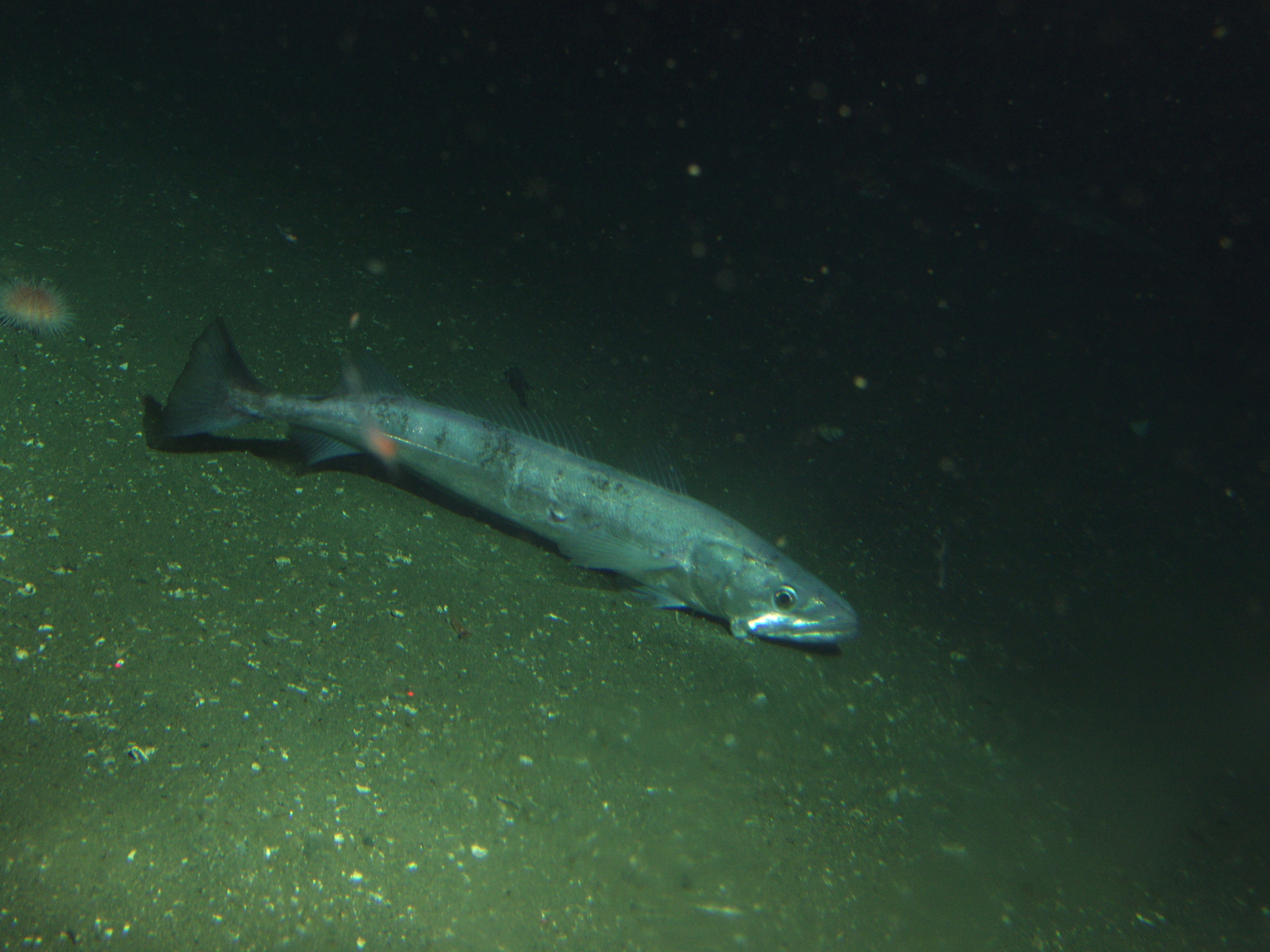
Merluccius productus

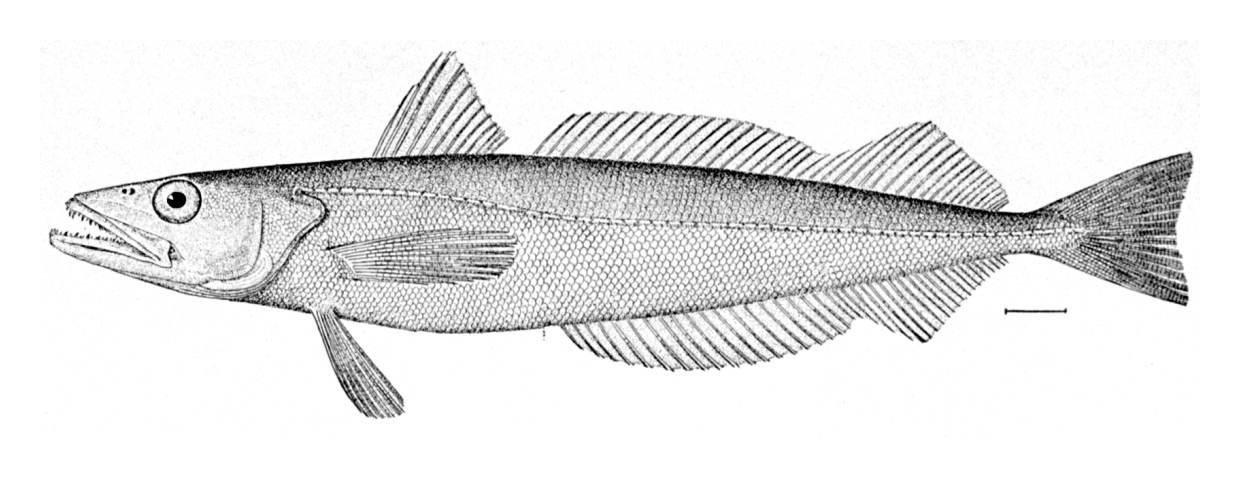
Merluccius bilinearis

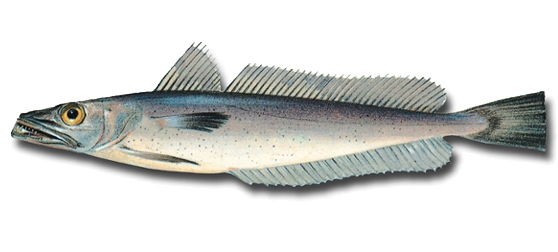
Merluccius hubbsi

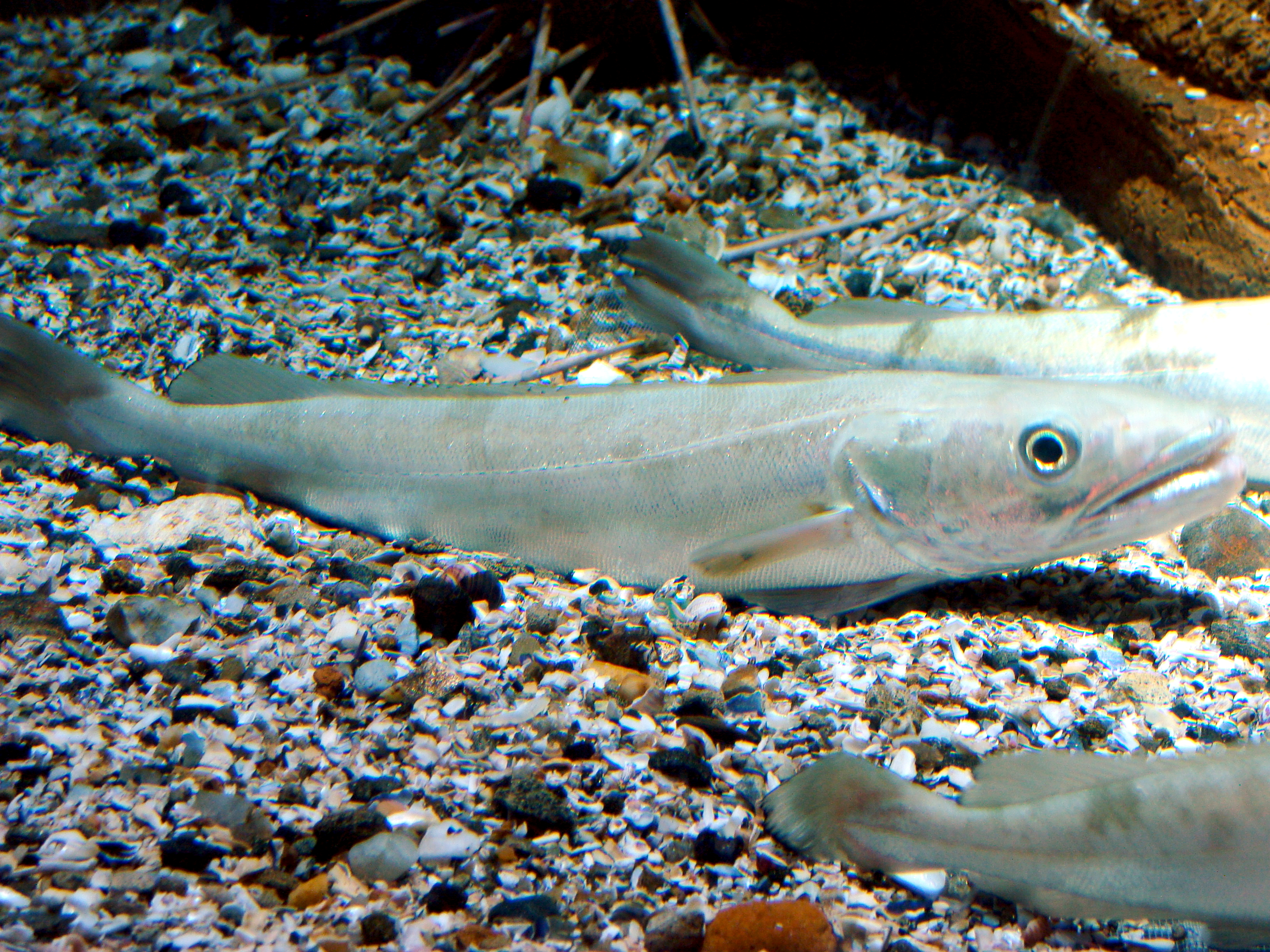
Merluccius merluccius

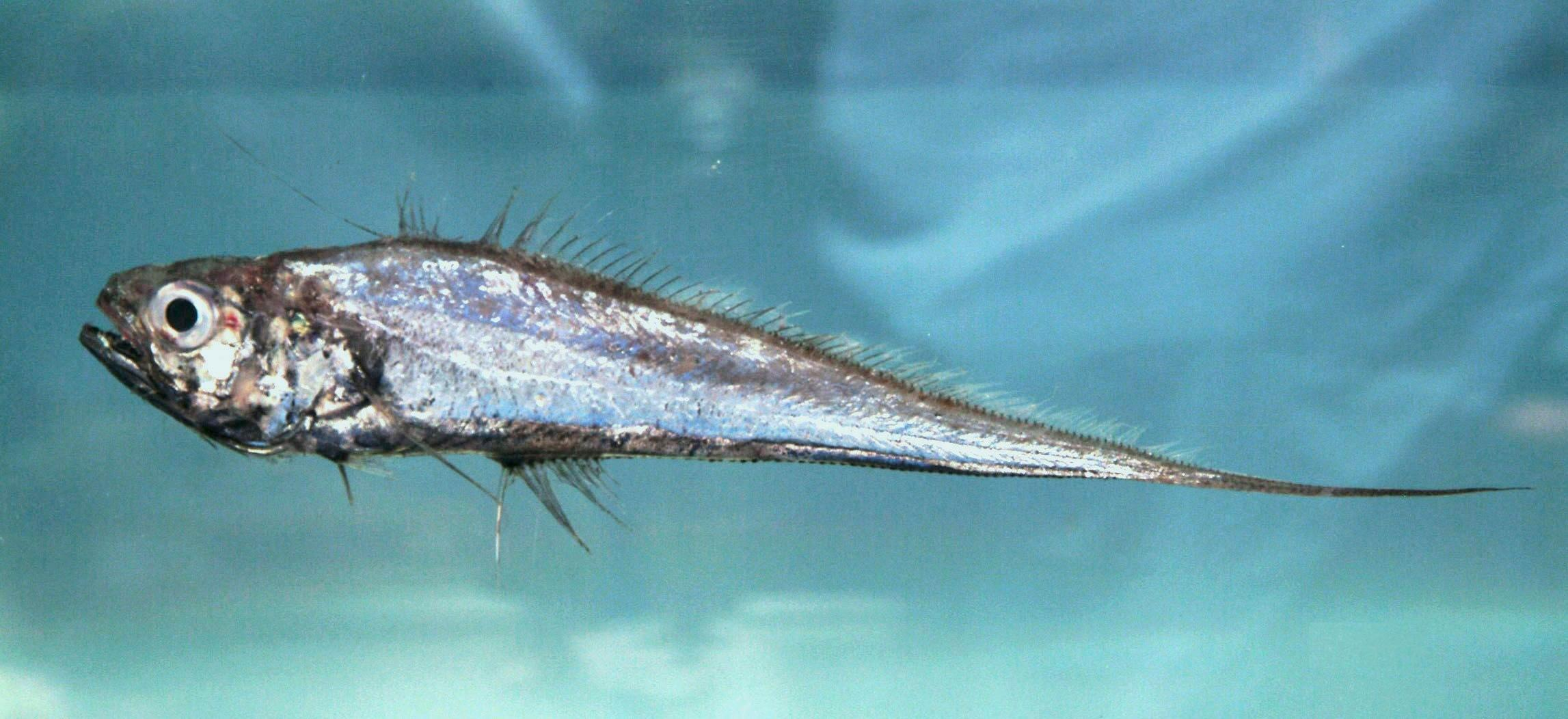
Steindachneria argentea

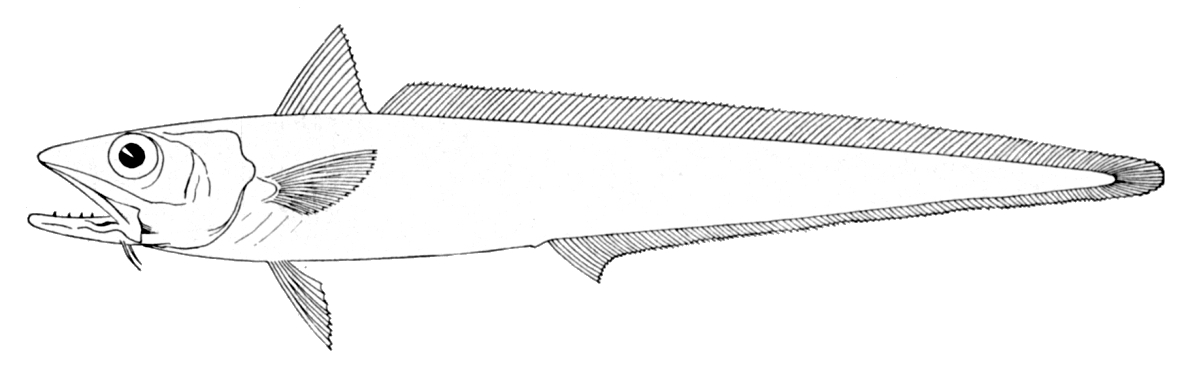
Macruronus novaezelandiae

I Merlucciidae sono una famiglia di pesci ossei appartenenti all'ordine Gadiformes.

## Distribuzione e habitat
Questi pesci hanno una distribuzione di tipo bipolare, sono presenti alle alte e medie latitudini mentre sono assenti, rari o limitati alle zone abissali nelle aree tropicali.
Nel mar Mediterraneo è presente una sola specie: il Merluccius merluccius o nasello.
Di solito popolano i piani circalitorale e batiale, ma alcune specie sono abissali.

## Descrizione
Abbastanza simili ai Gadidae, se ne differenziano per l'assenza di barbiglio sul mento, per avere costantemente una sola pinna anale e due dorsali (eccetto che nel genere Lyconodes) di cui la prima corta e la seconda simile alla pinna anale, per la bocca grande armata di denti robusti, per la mandibola sporgente. Le scaglie sono piccole e cadono con facilità. Le pinne anale e seconda dorsale hanno un lobo nella parte posteriore. La pinna caudale è tronca (in alcune specie è fusa con la pinna anale e con la seconda dorsale come negli anguilliformi). Le pinne ventrali sono inserite molto in avanti. Sulla testa è presente una cresta ossea a forma di V.
Sono pesci abbastanza grandi, alcune specie di Merluccius e Macruronus possono raggiungere e superare i 150 cm di lunghezza.

## Biologia
Si tratta di specie da demersali a bentoniche. Molte specie sono gregarie.

### Alimentazione
Sono tutti predatori. I Merluccius sono molto voraci.

## Pesca
Numerose specie come Merluccius merluccius, Merluccius gayi e Merluccius hubbsi hanno un elevatissimo interesse per la pesca professionale e si trovano molto di frequente sui mercati congelati o lavorati in vario modo compreso il surimi.

## Generi e specie
- Genere Lyconodes
  - Lyconodes argenteus
- Genere Lyconus
  - Lyconus brachycolus
  - Lyconus pinnatus
- Genere Macruronus
  - Macruronus capensis
  - Macruronus magellanicus
  - Macruronus novaezelandiae
- Genere Merluccius
  - Merluccius albidus
  - Merluccius angustimanus
  - Merluccius australis
  - Merluccius bilinearis
  - Merluccius capensis
  - Merluccius gayi gayi
  - Merluccius gayi peruanus
  - Merluccius hernandezi
  - Merluccius hubbsi
  - Merluccius merluccius
  - Merluccius paradoxus
  - Merluccius patagonicus
  - Merluccius polli
  - Merluccius productus
  - Merluccius senegalensis
  - Merluccius tasmanicus
- Genere Steindachneria
  - Steindachneria argentea